# Cissac-Médoc
Cissac-Médoc ist eine französische Gemeinde im Département Gironde in der Region Nouvelle-Aquitaine mit 2.310 Einwohnern (Stand: 1. Januar 2022). Sie gehört zum Arrondissement Lesparre-Médoc und zum Kanton Le Nord-Médoc. Die Einwohner werden Cissacais genannt.

## Geografie
Cissac-Médoc liegt etwa 47 Kilometer nordnordwestlich von Bordeaux in der Mitte der Halbinsel Médoc. Das Gemeindegebiet gehört zum Regionalen Naturpark Médoc. Umgeben wird Cissac-Médoc von den Nachbargemeinden Vertheuil im Norden, Saint-Estèphe im Osten, Pauillac im Südosten, Saint-Sauveur im Süden, Saint-Laurent-Médoc im Südwesten sowie Saint-Germain-d’Esteuil im Westen und Nordwesten.

## Bevölkerungsentwicklung
| Jahr                       | 1962 | 1968 | 1975 | 1982 | 1990 | 1999 | 2010 | 2020 |
| Einwohner                  | 877  | 882  | 941  | 1251 | 1472 | 1536 | 1772 | 2213 |
| Quellen: Cassini und INSEE |      |      |      |      |      |      |      |      |

## Sehenswürdigkeiten
- Kirche Sainte-Marie, Monument historique
- Schloss Cissac

## Gemeindepartnerschaft
Mit der deutschen Gemeinde Bevern in Niedersachsen besteht seit 1986 eine Partnerschaft.